# Empoascanara papuensis
Empoascanara papuensis är en insektsart som beskrevs av Irena Dworakowska 1992. Empoascanara papuensis ingår i släktet Empoascanara och familjen dvärgstritar.
Artens utbredningsområde är Papua Nya Guinea. Inga underarter finns listade i Catalogue of Life.